# Pluvier d'Azara
Anarhynchus collaris
Espèce
Synonymes
Charadrius collaris
Statut de conservation UICN

 LC  : Préoccupation mineure
Le Pluvier d'Azara (Anarhynchus collaris, anciennement Chradrius collaris), aussi connu sous le nom de Gravelot d'Azara, est une espèce de petits limicoles appartenant à la famille des Charadriidae.
Son nom est attribué à l'ingénieur espagnol Félix de Azara (1746–1821).

## Description
Ce petit pluvier mesure en moyenne 18 centimètres de long et pèse 35 grammes. Ses parties supérieures sont brunes et inférieures blanches. Les adultes ont une bande noire sur la poitrine. Le mâle a un front blanc, surmonté par une barre noire et souligné par une bande noire allant du bec à l'œil. Le sommet de la tête et la nuque sont marron et les pattes sont jaunes. En vol, les rémiges paraissent foncées avec une barre blanche alaire et la queue montre des côtés blancs.
La femelle est généralement très semblable au mâle, mais certains individus peuvent être sexés par une teinte brune à la place des zones noires. Les oiseaux immatures n'ont pas de noir sur la tête et la bande pectorale est remplacée par des taches brunes de chaque côté de la poitrine. Le cri en vol est un pépiement métallique aigu.
Deux autres espèces sympatriques de Anarhynchus sont très semblables : le Pluvier neigeux est similaire en taille et apparence à cette espèce, mais est plus pâle au-dessus, a des pattes sombres et n'a jamais de barre pectorale complète et le Pluvier semipalmé est plus grand, a un bec plus épais et un collier pâle.

## Répartition
Il vit le long des côtes et des cours d'eau des régions tropicales et tempérées d'Amérique, du centre du Mexique au Chili et en Argentine. Il peuple également certaines îles du sud des Caraïbes et Trinité-et-Tobago. Il semble être principalement sédentaire, bien qu'il y ait des preuves de déplacements saisonniers limités.

## Habitat
Le Pluvier de d'Azara vit sur les côtes, les estuaires, les berges de rivières et les zones de savanes sablonneuses.

## Alimentation
Il se nourrit d'insectes et autres invertébrés, qui sont obtenus par une technique de marche et d'arrêt alternés, plutôt que le sondage continu pratiqué par certains groupes d'autres échassiers.

## Comportement
Cette espèce n'est pas particulièrement grégaire et forme rarement des groupes importants. Elle est généralement très méfiante.

## Reproduction
La période de reproduction varie selon e lieu : de novembre à décembre dans l'ouest du Mexique, de mars à juin au Costa Rica, en janvier au Venezuela et en mars dans les plaines de l'Équateur. La parade nuptiale du mâle consiste à gonfler les plumes de la poitrine et courir après les femelles ; l'espèce n'a pas de parade aérienne connue. Le nid est un trou nu creusé dans le sol bien au-dessus de la ligne de marée ou des inondations, souvent à côté d'une petite couverture, telle que des touffes d'herbe. La couvée est deux œufs chamois pâle, tachetés de brun. Comme beaucoup d'espèces nichant au sol, les adultes miment un simulacre d'aile cassée pour attirer les menaces présumées loin du nid et des jeunes.
- (en) Cet article est partiellement ou en totalité issu de l’article de Wikipédia en anglais intitulé « Collared Plover » (voir la liste des auteurs).